# Billwerder Industriebahn

Die Billwerder Industriebahn ist eine Eisenbahnanlage in Hamburg. Das Industriestammgleis dient dem Güterverkehr im Industriegebiet der Stadtteile Billbrook und Rothenburgsort.

## Betreibergesellschaft
Die Billwerder Industriebahn wurde von der Billwärder Industriebahn AG errichtet. Diese Eisenbahngesellschaft wurde am 10. Juli 1905 gegründet, um das wachsende Industriegebiet mit Schienenwegen auszustatten. Die Bahnanlagen wurden am 21. Oktober 1921 an die Bergedorf-Geesthachter Eisenbahn AG (BGE) verkauft. Am 1. September 1953 übernahm die BGE die Verkehrsbetriebe des Kreises Stormarn mit der Südstormarnschen Kreisbahn. Die BGE firmierte ab 1954 als Verkehrsbetriebe Hamburg-Holstein AG (VHH), der Eisenbahnverkehr wurde am 1. Januar 1956 von der Eisenbahn Altona-Kaltenkirchen-Neumünster (AKN) übernommen, die ihn bis heute betreibt.

## Streckennetz

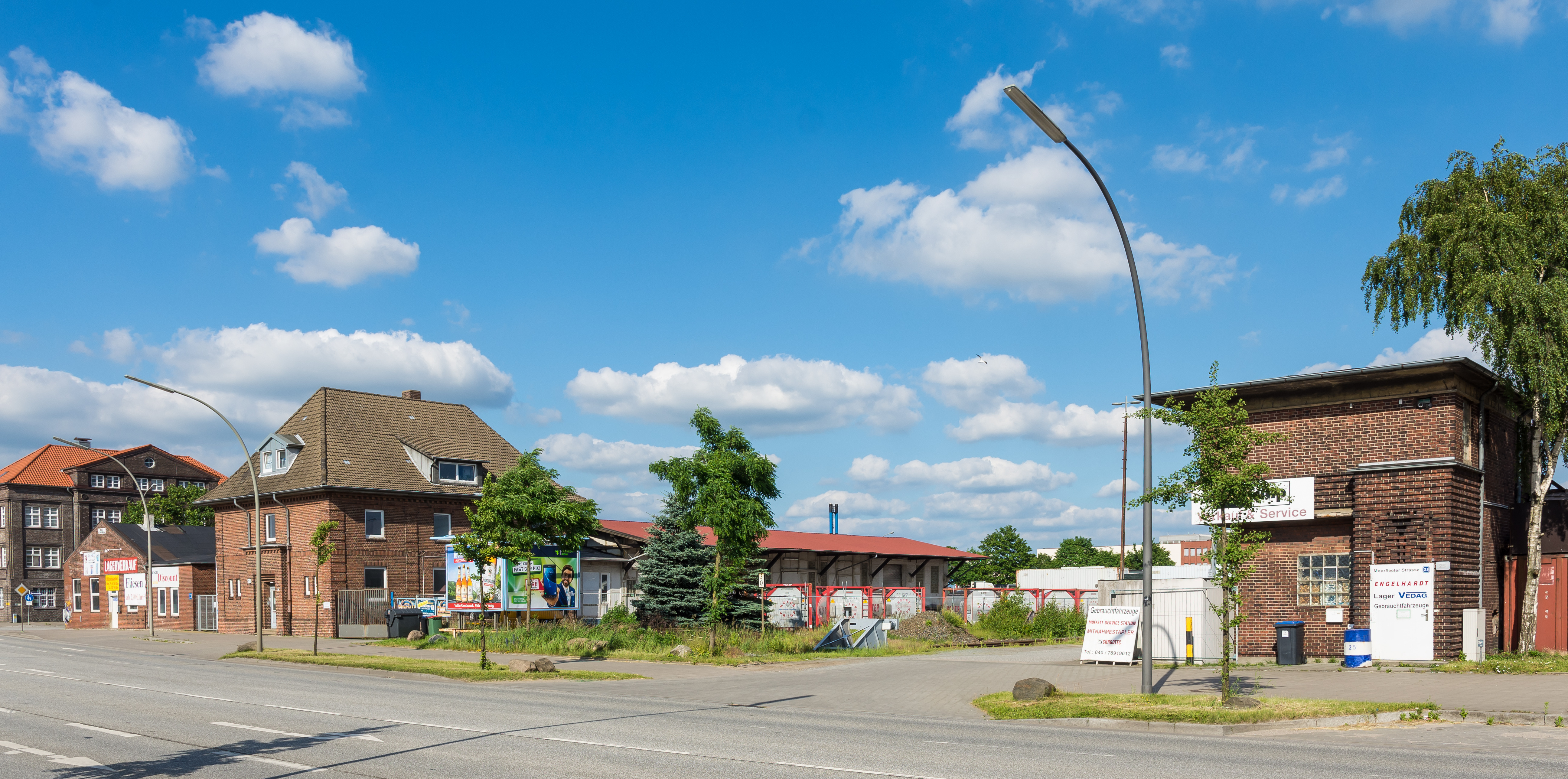
Ehemalige Gebäude des Bahnhofs Billbrook

Die heute nicht mehr bestehende Stammstrecke führte vom Bahnhof Tiefstack zum Bahnhof Billbrook an der Kreuzung Moorfleeter Straße / Berzeliusstraße und war 2½ Kilometer lang. Zeitweise verfügte die Bahn über ein großes Netz mit Zweigstrecken, die durch Billbrook und auch in Richtung Billwerder Ausschlag im Norden des Stadtteils Rothenburgsort führten. Die Gleise verlaufen/verliefen zum Teil parallel zu den Straßen im Industriegebiet, bis in die 1990er Jahre oft auf beiden Straßenseiten. Damit sollte den Industriebetrieben ein optimaler Gleisanschluss geboten werden.
Nördlich des S-Bahn-Haltepunktes Tiefstack befindet sich ein Rangierbahnhof nebst Stellwerk, östlich des Stellwerkes der Betriebshof. Dazwischen lag früher ein Personenbahnsteig, der über eine Treppe von der verlängerten Unterführung zum S-Bahnsteig zugänglich war. Diese war Ende der 1990er Jahre noch erhalten. Von Tiefstack führt eine kurze Übergabestrecke nach Westen, die parallel zur von Norden kommenden Güterumgehungsbahn in den östlichen Kopf der Reste des ehemaligen Rangierbahnhofs Rothenburgsort der Staatsbahn einmündet.
Zum Streckennetz gehört auch der Schibli-Tunnel.

## Geschichte
Am 1. August 1907 nahm die Billwerder Industriebahn den Güterverkehr auf der 4,2 Kilometer langen Strecke Rothenburgsort – Tiefstack – Billbrook – Schiffbek-Kirchsteinbek (heute: Billstedt) auf. Vom 17. Dezember 1907 bis zum 15. März 1952 benutzten auch die Personenzüge der Südstormarnschen Kreisbahn nach Trittau die Strecke ab Tiefstack.
Bis zur Einstellung des Personenverkehrs der Südstormarnschen Kreisbahn 1952 bestand in Billbrook Anschluss an die Hamburger Marschbahn über Zollenspieker nach Geesthacht. Es gab zeitweise durchgehende Züge, die von Billbrook die Gleise der Industriebahn bis zum Bahnhof Tiefstack befuhren. Die Marschbahn wurde danach bis auf ein Reststück östlich des Billbrooker Bahnhofs abgebaut, das bis Glinde im Kreis Stormarn führt und heute noch Teil des Streckennetzes der Industriebahn ist.
Auch das eigene Gleisnetz der Industriebahn wurde mit der Zeit immer kürzer. Viele Betriebe haben ihre Transporte auf Lastkraftwagen umgestellt. Unterstützt wurde dieser Trend durch die Deutsche Bundesbahn, die seit dem Ende der 1980er Jahre den Transport von Stückgut massiv auf die Straße verlagert hat. Bundesweit wurden zahllose Güterverkehrsstellen von der Bahn geschlossen. Einzel-Wagen-Ladungen, wie sie im Industriegebiet oft anfallen, werden nur noch ungern transportiert, wenn sie eine bestimmte Menge unterschreiten.
Als Resultat der rückläufigen Transportmengen hat die AKN einige Anschlussgleise aufgehoben. Manche Teilstrecken der Billwerder Industriebahn wurden sogar komplett stillgelegt und abgebaut, so zum Beispiel die Strecke über die Gelbe Brücke zum Industriegebiet an der Kolumbusstraße.
Selbst die Stammstrecke von Tiefstack nach Billbrook blieb von Veränderungen nicht verschont. Zwischen der Wöhlerstraße und der Moorfleeter Straße wurde das Gleis im Jahr 2001 unterbrochen und die Trasse an einen Industriebetrieb verkauft. Der Bahnhof Billbrook ist seitdem nicht mehr direkt über die ursprüngliche Streckenführung zu erreichen. Es besteht jedoch eine zusätzliche Verbindung über Gleise südlich des Tidekanals entlang der Straße Pinkertweg, die an den Rest der Marschbahnstrecke am Ostrand Billbrooks anschließen. Die Züge erreichen den Bahnhof Billbrook damit jetzt von der östlichen Seite und müssen zur Weiterfahrt nach Glinde kopfmachen. Der Bahnübergang über die Moorfleeter Straße an der Westseite des Bahnhofs existiert nicht mehr.
Zwischen den Anlagen der Industriebahn beim Bahnhof Tiefstack und den S-Bahn-Gleisen wurde 2013/2014 die Betriebswerkstatt Hamburg-Tiefstack für die Nordbahn Eisenbahngesellschaft, eine 50-prozentiges Tochterunternehmen der AKN, errichtet. In dieser werden 15 Niederflur-Elektrotriebwagen vom Typ FLIRT gewartet, mit denen die Nordbahn seit dem Fahrplanwechsel im Dezember 2014 den Verkehr auf den Regionalbahnstrecken RB 61 (Itzehoe – Elmshorn – Hamburg Hbf) und RB 71 (Wrist – Elmshorn – Hamburg-Altona) durchführt.